# Касаї (річка)
Касаї (фр. Kasaï rivière, англ. Kasai River) — річка, найдовша ліва притока річки Конго, протікає Центральною Африкою. Витік річки знаходиться в Анголі на плато Лунда, далі річка утворює частину державного кордону Анголи і Демократичної Республіки Конго (ДРК), далі протікає по ДРК, де впадає в Конго біля Кіншаси. У нижній течії утворює ряд озеровидних розширень (до 5-6 км). До найзначніших приток Касаї відносяться річки Фімі, Кванго і Санкуру. Коротка ділянка річки Касаї від впадання в неї Фімі до річки Конго відома як річка Ква. Живлення переважно дощове (з великою роллю підземного). Підйом води з вересня — жовтня по квітень; найнижчий рівень — в серпні. Судноплавна на 790 км від гирла (одна з найважливіших воднотранспортних артерій в басейні річки Конго).
Басейн Кассаї в основному займають екваторіальні вологі джунглі. Площа басейну 925,172 тисяч км².